# Francis Mezzanotte
Francis Mezzanotte (1963) is een Belgisch voormalig powerlifter.

## Levensloop
Mezzanotte behaalde in de gewichtsklasse -67,5kg zilver op de Europese kampioenschappen van 1986 te Stockholm. Op de door de World Drug Free Powerlifting Federation (WDFPF) georganiseerde wereldkampioenschappen van 1989 te Chicago behaalde hij zilver.